# 2018-as labdarúgó-világbajnokság-selejtező (UEFA – G csoport)
A 2018-as labdarúgó-világbajnokság európai selejtező, G csoportjának eredményeit tartalmazó lapja. A csoport sorsolását 2015. július 25-én tartották Szentpéterváron. A csoportban a csapatok körmérkőzéses, oda-visszavágós rendszerben játszanak egymással. A csoportelső automatikus résztvevője a világbajnokságnak, a csoport második helyezettje a pótselejtezőn vett részt.
A csoportban Spanyolország, Olaszország, Albánia, Izrael, Macedónia és Liechtenstein szerepel. Spanyolország kijutott a világbajnokságra, Olaszország pótselejtezőt játszott.

## Tabella
| Hely. | Csapat        | M  | Gy | D | V  | G+ | G– | Gk  | P  | Továbbjutás                         |     | Spanyolország | Olaszország | Albánia | Izrael | Észak-Macedónia | Liechtenstein |
| ----- | ------------- | -- | -- | - | -- | -- | -- | --- | -- | ----------------------------------- | --- | ------------- | ----------- | ------- | ------ | --------------- | ------------- |
| 1.    | Spanyolország | 10 | 9  | 1 | 0  | 36 | 3  | +33 | 28 | Kijutott a 2018-as világbajnokságra |     | —             | 3–0         | 3–0     | 4–1    | 4–0             | 8–0           |
| 2.    | Olaszország   | 10 | 7  | 2 | 1  | 21 | 8  | +13 | 23 | Pótselejtező                        |     | 1–1           | —           | 2–0     | 1–0    | 1–1             | 5–0           |
| 3.    | Albánia       | 10 | 4  | 1 | 5  | 10 | 13 | −3  | 13 |                                     |     | 0–2           | 0–1         | —       | 0–3    | 2–1             | 2–0           |
| 4.    | Izrael        | 10 | 4  | 0 | 6  | 10 | 15 | −5  | 12 |                                     | 0–1 | 1–3           | 0–3         | —       | 0–1    | 2–1             |               |
| 5.    | Macedónia     | 10 | 3  | 2 | 5  | 15 | 15 | 0   | 11 |                                     | 1–2 | 2–3           | 1–1         | 1–2     | —      | 4–0             |               |
| 6.    | Liechtenstein | 10 | 0  | 0 | 10 | 1  | 39 | −38 | 0  |                                     | 0–8 | 0–4           | 0–2         | 0–1     | 0–3    | —               |               |

## Mérkőzések
Az időpontok közép-európai idő szerint értendők.
| 2016. szeptember 5. 20:45 (20:45 UTC+2) |

| Albánia             | 2–1               | Macedónia   |
| ------------------- | ----------------- | ----------- |
| Sadiku 9' Balaj 89' | (1–0) Jegyzőkönyv | Alioski 51' |

| Loro Boriçi Stadium, Shkodër Nézőszám: 14 667 Játékvezető: Hüseyin Göçek (török) |

| 2016. szeptember 5. 20:45 (21:45 UTC+3) |

| Izrael          | 1–3               | Olaszország                                    |
| --------------- | ----------------- | ---------------------------------------------- |
| Ben Haim II 35' | (1–2) Jegyzőkönyv | Pellè 14' Candreva 31' (11-esből) Immobile 83' |

| Sammy Ofer Stadium, Haifa Nézőszám: 29 300 Játékvezető: Szergej Karaszjov (orosz) |

| 2016. szeptember 5. 20:45 (20:45 UTC+2) |

| Spanyolország                                                       | 8–0               | Liechtenstein |
| ------------------------------------------------------------------- | ----------------- | ------------- |
| Costa 10' 66' Roberto 55' Silva 59' 90+1' Vitolo 60' Morata 82' 83' | (1–0) Jegyzőkönyv |               |

| Estadio Reino de León, León Nézőszám: 12 139 Játékvezető: Simon Lee Evans (walesi) |

| 2016. október 6. 20:45 (20:45 UTC+2) |

| Olaszország             | 1–1               | Spanyolország |
| ----------------------- | ----------------- | ------------- |
| De Rossi 82' (11-esből) | (0–0) Jegyzőkönyv | Vitolo 55'    |

| Juventus Stadion, Torino Nézőszám: 38 470 Játékvezető: Felix Brych (német) |

| 2016. október 6. 20:45 (20:45 UTC+2) |

| Liechtenstein | 0–2               | Albánia                     |
| ------------- | ----------------- | --------------------------- |
|               | (0–1) Jegyzőkönyv | Jehle 12' (öngól) Balaj 71' |

| Rheinpark Stadion, Vaduz Nézőszám: 5864 Játékvezető: Bognár Tamás (magyar) |

| 2016. október 6. 20:45 (20:45 UTC+2) |

| Macedónia       | 1–2               | Izrael                  |
| --------------- | ----------------- | ----------------------- |
| Nestorovski 63' | (0–2) Jegyzőkönyv | Hemed 25' Ben Chaim 43' |

| Philip II Arena, Szkopje Nézőszám: 6500 Játékvezető: Andre Marriner (angol) |

| 2016. október 9. 18:00 (19:00 UTC+3) |

| Izrael       | 2–1               | Liechtenstein |
| ------------ | ----------------- | ------------- |
| Hemed 4' 16' | (2–0) Jegyzőkönyv | Göppel 49'    |

| Teddy Stadium, Jeruzsálem Nézőszám: 9000 Játékvezető: Clayton Pisani (máltai) |

| 2016. október 9. 20:45 (20:45 UTC+2) |

| Albánia | 0–2               | Spanyolország        |
| ------- | ----------------- | -------------------- |
|         | (0–0) Jegyzőkönyv | Costa 55' Nolito 63' |

| Loro Boriçi Stadium, Shkodër Nézőszám: 15 245 Játékvezető: Bas Nijhuis (holland) |

| 2016. október 9. 20:45 (20:45 UTC+2) |

| Macedónia                  | 2–3               | Olaszország                    |
| -------------------------- | ----------------- | ------------------------------ |
| Nestorovski 57' Hasani 59' | (0–1) Jegyzőkönyv | Belotti 24' Immobile 75' 90+2' |

| Philip II Arena, Szkopje Nézőszám: 19 195 Játékvezető: Danny Makkelie (holland) |

| 2016. november 12. 20:45 (20:45 UTC+1) |

| Albánia                   | 0–3               | Izrael                                       |
| ------------------------- | ----------------- | -------------------------------------------- |
| Xhimshiti 17′ Berisha 55′ | (0–1) Jegyzőkönyv | Zahavi 18' (11-esből) Einbinder 66' Atar 83' |

| Elbasan Aréna, Elbasan Nézőszám: 7600 Játékvezető: Deniz Aytekin (német) |

| 2016. november 12. 20:45 (20:45 UTC+1) |

| Liechtenstein | 0–4               | Olaszország                               |
| ------------- | ----------------- | ----------------------------------------- |
|               | (0–4) Jegyzőkönyv | Belotti 11' 44' Immobile 12' Candreva 32' |

| Rheinpark Stadion, Vaduz Nézőszám: 5864 Játékvezető: Ivan Bebek (horvát) |

| 2016. november 12. 20:45 (20:45 UTC+1) |

| Spanyolország                                          | 4–0               | Macedónia |
| ------------------------------------------------------ | ----------------- | --------- |
| Velkoski 34' (öngól) Vitolo 63' Monreal 84' Aduriz 85' | (1–0) Jegyzőkönyv |           |

| Estadio Nuevo Los Cármenes, Granada Nézőszám: 16 622 Játékvezető: Robert Schörgenhofer (osztrák) |

| 2017. március 24. 20:45 (20:45 UTC+1) |

| Olaszország                          | 2–0               | Albánia |
| ------------------------------------ | ----------------- | ------- |
| De Rossi 12' (11-esből) Immobile 80' | (1–0) Jegyzőkönyv |         |

| Stadio Renzo Barbera, Palermo Nézőszám: 33 136 Játékvezető: Slavko Vinčić (szlovén) |

| 2017. március 24. 20:45 (20:45 UTC+1) |

| Liechtenstein | 0–3               | Macedónia                       |
| ------------- | ----------------- | ------------------------------- |
|               | (0–1) Jegyzőkönyv | Nikolov 43' Nestorovski 68' 73' |

| Rheinpark Stadion, Vaduz Nézőszám: 4517 Játékvezető: Jonathan Lardot (belga) |

| 2017. március 24. 20:45 (20:45 UTC+1) |

| Spanyolország                             | 4–1               | Izrael       |
| ----------------------------------------- | ----------------- | ------------ |
| Silva 13' Vitolo 45+1' Costa 51' Isco 88' | (2–0) Jegyzőkönyv | Refaelov 76' |

| El Molinón, Gijón Nézőszám: 20 321 Játékvezető: Michael Oliver (angol) |

| 2017. június 11. 20:45 (21:45 UTC+3) |

| Izrael | 0–3               | Albánia                     |
| ------ | ----------------- | --------------------------- |
|        | (0–2) Jegyzőkönyv | Sadiku 22' 44' Memushaj 71' |

| Sammy Ofer Stadium, Haifa Nézőszám: 15 150 Játékvezető: Alekszej Kulbakov (fehérorosz) |

| 2017. június 11. 20:45 (20:45 UTC+2) |

| Olaszország                                                        | 5–0               | Liechtenstein |
| ------------------------------------------------------------------ | ----------------- | ------------- |
| Insigne 35' Belotti 52' Éder 74' Bernandeschi 83' Gabbiadini 90+1' | (1–0) Jegyzőkönyv |               |

| Stadio Friuli, Udine Nézőszám: 20 514 Játékvezető: Kevin Clancy (skót) |

| 2017. június 11. 20:45 (20:45 UTC+2) |

| Macedónia     | 1–2               | Spanyolország       |
| ------------- | ----------------- | ------------------- |
| Ristovski 66' | (0–2) Jegyzőkönyv | Silva 15' Costa 27' |

| Philip II Arena, Szkopje Nézőszám: 20 675 Játékvezető: Pawel Gil (lengyel) |

| 2017. szeptember 2. 18:00 (18:00 UTC+2) |

| Albánia              | 2–0               | Liechtenstein |
| -------------------- | ----------------- | ------------- |
| Roshi 54' Agolli 78' | (0–0) Jegyzőkönyv |               |

| Elbasan Aréna, Elbasan Játékvezető: Szergej Lapocskin (orosz) |

| 2017. szeptember 2. 20:45 (21:45 UTC+3) |

| Izrael | 0–1               | Macedónia  |
| ------ | ----------------- | ---------- |
|        | (0–0) Jegyzőkönyv | Pandev 73' |

| Sammy Ofer Stadium, Haifa Játékvezető: Aleksei Eskov (orosz) |

| 2017. szeptember 2. 20:45 (20:45 UTC+2) |

| Spanyolország           | 3–0               | Olaszország |
| ----------------------- | ----------------- | ----------- |
| Isco 13' 40' Morata 77' | (2–0) Jegyzőkönyv |             |

| Santiago Bernabéu, Madrid Játékvezető: Björn Kuipers (holland) |

| 2017. szeptember 5. 20:45 (20:45 UTC+2) |

| Olaszország  | 1–0               | Izrael |
| ------------ | ----------------- | ------ |
| Immobile 53' | (0–0) Jegyzőkönyv |        |

| Mapei Stadium – Città del Tricolore, Reggio Emilia Játékvezető: Benoît Bastien (francia) |

| 2017. szeptember 5. 20:45 (20:45 UTC+2) |

| Liechtenstein | 0–8               | Spanyolország                                                               |
| ------------- | ----------------- | --------------------------------------------------------------------------- |
|               | (0–4) Jegyzőkönyv | Ramos 3' Morata 15' 54' Isco 16' Silva 39' Aspas 51' 63' Göppel 89' (öngól) |

| Rheinpark Stadion, Vaduz Játékvezető: Ivaylo Stoyanov (bolgár) |

| 2017. szeptember 5. 20:45 (20:45 UTC+2) |

| Macedónia                  | 1–1               | Albánia   |
| -------------------------- | ----------------- | --------- |
| Trajkovszki 78' (11-esből) | (0–0) Jegyzőkönyv | Roshi 53' |

| Stadion Mladost, Sztrumica Játékvezető: Jonas Eriksson (svéd) |

| 2017. október 6. 20:45 (20:45 UTC+2) |

| Olaszország   | 1–1               | Macedónia       |
| ------------- | ----------------- | --------------- |
| Chiellini 40' | (1–0) Jegyzőkönyv | Trajkovszki 77' |

| Stadio Olimpico Grande Torino, Torino Játékvezető: Tiago Martins (portugál) |

| 2017. október 6. 20:45 (20:45 UTC+2) |

| Liechtenstein | 0–1               | Izrael   |
| ------------- | ----------------- | -------- |
|               | (0–1) Jegyzőkönyv | Tibi 22' |

| Rheinpark Stadion, Vaduz Játékvezető: Arnold Hunter (északír) |

| 2017. október 6. 20:45 (20:45 UTC+2) |

| Spanyolország                   | 3–0               | Albánia |
| ------------------------------- | ----------------- | ------- |
| Rodrigo 16' Isco 24' Thiago 27' | (3–0) Jegyzőkönyv |         |

| Estadio José Rico Pérez, Alicante Játékvezető: Aleksei Eskov (orosz) |

| 2017. október 9. 20:45 (20:45 UTC+2) |

| Albánia | 0–1               | Olaszország  |
| ------- | ----------------- | ------------ |
|         | (0–0) Jegyzőkönyv | Candreva 73' |

| Loro Boriçi Stadium, Shkodër Játékvezető: Svein Oddvar Moen (norvég) |

| 2017. október 9. 20:45 (21:45 UTC+3) |

| Izrael | 0–1               | Spanyolország    |
| ------ | ----------------- | ---------------- |
|        | (0–0) Jegyzőkönyv | Illarramendi 76' |

| Teddy Stadium, Jeruzsálem Játékvezető: Craig Thomson (skót) |

| 2017. október 9. 20:45 (20:45 UTC+2) |

| Macedónia                                       | 4–0               | Liechtenstein |
| ----------------------------------------------- | ----------------- | ------------- |
| Musliu 36' Trajkovszki 38' Bardhi 67' Ademi 69' | (2–0) Jegyzőkönyv |               |

| Stadion Mladost, Sztrumica Játékvezető: Laurent Kopriwa (luxemburgi) |